# This Is Not Love (EP)
This Is Not Love es un EP lanzado en 1991 por el grupo de rock progresivo Jethro Tull, en la misma época en que publicaron su álbum Catfish Rising (1991).

## Lista de temas
| #  | Título                    | Autor          | Tiempo |
| -- | ------------------------- | -------------- | ------ |
| 1. | "This Is Not Love"        | (Ian Anderson) | 3:55   |
| 2. | "Night in the Wilderness" | (Ian Anderson) | 4:00   |
| 3. | "Jump Start"              | (Ian Anderson) |        |